# Ajania elegantula
Ajania elegantula là một loài thực vật có hoa trong họ Cúc. Loài này được (W.W.Sm.) C.Shih mô tả khoa học đầu tiên năm 1980.